# Ліланґа Ґеорґ
Ґеорґ (Джордж) Ліланґа (George Lilanga *1934—†2005) — танзанійський митець, художник і різьбяр на дереві, найяскравіший представник сучасного модерністського африканського мистецтва.
Ґеорґ Ліланґа походить з народу маконде, що славиться своїми митецькими традиціями. Майже все життя митець провів у столиці Танзанії — місті Дар-ес-Саламі, де також творив свої картини і скульптури.
Мистецтво Ліланґи є традиційним, і водночас новаторським. У цілком індивідуальних витворах мистецтва — картинах і дерев'яних розмальованих скульптурах (шетані) митець маконде вміло втілює як свій неповторний погляд на життя, так і художні традиції свого народу.
Роботи Ліланґи представлені мало не в усіх основних експозиціях африканського, традиційного і сучасного мистецтва — зокрема, вони зберігаються в музеях Дюссельдорфа, Парижа, Лондона та Токіо.
Значна кількість творів Ліланґи міститься у музейному зібранні Мавінґу (Mawingu) в Гамбурзі (Німеччина), що є одним з найбільших міжнародних сховищ мистецтва Східної Африки і зокрема народу маконде.
На відзначння кончини митця у 2005 році Гамбурзьке зібрання африканського традиційного мистецтва Мавінґу влаштувало посмертну персональну виставку робіт Ґеорґа Ліланґи, класифікувавши і тематично розподіливши їх. Також були випущені інформаційні буклети й художній альбом про різноманітні течії та види мистецтва маконде.
Крім художніх галерей, багато що з творчості Ліланґи зберігається у приватних колекціонерів, зокрема у Нідерландах. На жаль, цей творчий пласт лишається мало відомим як експертам, так і загалу.